# Анізокорія
Анізокорі́я — симптом, що характеризується різним розміром зіниць правого та лівого ока. 
Клінічно важливо встановити, яка з зіниць знаходиться у патологічному стані.
- Якщо менша з двох зіниць не реагує на зниження яскравості світла (не розширюється в сутінках), це може свідчити про недостатність симпатичної іннервації, як, наприклад, при синдромі Горнера.
- Якщо патологічною виявляється зіниця більшого діаметра, то це свідчить про недостатність парасимпатичесної іннервації.

Анізокорію виявляють при:
- вживанні наркотиків;
- крововиливі (травматичних гематомах (епідуральних, субдуральних)) або пухлині, що тиснуть на нервові шляхи або зорові центри;
- порушеннях мозкового кровообігу;
- інфекційних хворобах: нейросифілісі, енцефаліті, тощо;
- захворюваннях внутрішніх органів (туберкульозне ураження верхівки легені (симптом Роке), захворювання органів черевної порожнини);
- захворюваннях райдужної оболонки;
- тупій травмі ока з пошкодженням сфінктеру зіниці;
- вродженому дефекті зіниці.

Якщо анізокорія поєднується з гострим головним болем, психічними розладами, сплутаною свідомістю, вона може свідчити про тяжкий патологічний процес у головному мозку, який потребує невідкладної медичної допомоги з можливим терміновим хірургічним втручанням.